# Stadtprozelten
Stadtprozelten är en stad i Landkreis Miltenberg i Regierungsbezirk Unterfranken i förbundslandet Bayern i Tyskland. Stadtprozelten, som för första gången nämns i ett dokument från år 1287, har cirka 1 600 invånare.
Staden ingår i kommunalförbundet Stadtprozelten tillsammans med kommunen Altenbuch.

## Administrativ indelning
Stadtprozelten består av tre Stadtteile: Stadtprozelten, Neuenbuch och Hofthiergarten.